# Wawern (Eifel)
Pour l’article homonyme, voir Wawern.
Wawern est une municipalité allemande située dans le land de Rhénanie-Palatinat et l'arrondissement d'Eifel-Bitburg-Prüm.